# UWC México 9.5
UWC México 9.5: Iguana fue un evento de artes marciales mixtas producido por Ultimate Warrior Challenge México, que se llevó a cabo el 30 de abril de 2011 en el Restaurante Rana Iguana de Tijuana, Baja California, México.

## Antecedentes
El evento marcó la primera visita de la promoción a un recinto distinto al de las nueve ediciones anteriores, en el Restaurante Rana Iguana.